# Округ Џонсон (Џорџија)
Округ Џонсон (енгл. Johnson County) је округ у америчкој савезној држави Џорџија.

## Демографија
По попису из 2010. године број становника је 9.980, што је 1.42 (16,6%) становника више него 2000. године.
| Група             | 2000.         | 2010.         |
| Белци             | 5.307 (62,0%) | 6.219 (62,3%) |
| Афроамериканци    | 3.164 (37,0%) | 3.489 (35,0%) |
| Азијати           | 10 (0,1%)     | 22 (0,2%)     |
| Хиспаноамериканци | 78 (0,9%)     | 186 (1,9%)    |
| Укупно            | 8.560         | 9.980         |